# Heinzia
Heinzia is een geslacht van uitgestorven koppotigen van ammonoïden, behorend tot de familie Pulchelliidae. Ze leefden tijdens het Krijt in het Barremien.

## Verspreiding
Fossielen van soorten binnen dit geslacht zijn gevonden in de Krijtafzettingen van Colombia, Frankrijk, Italië, Marokko en Spanje.